# Lobo de Ansbach

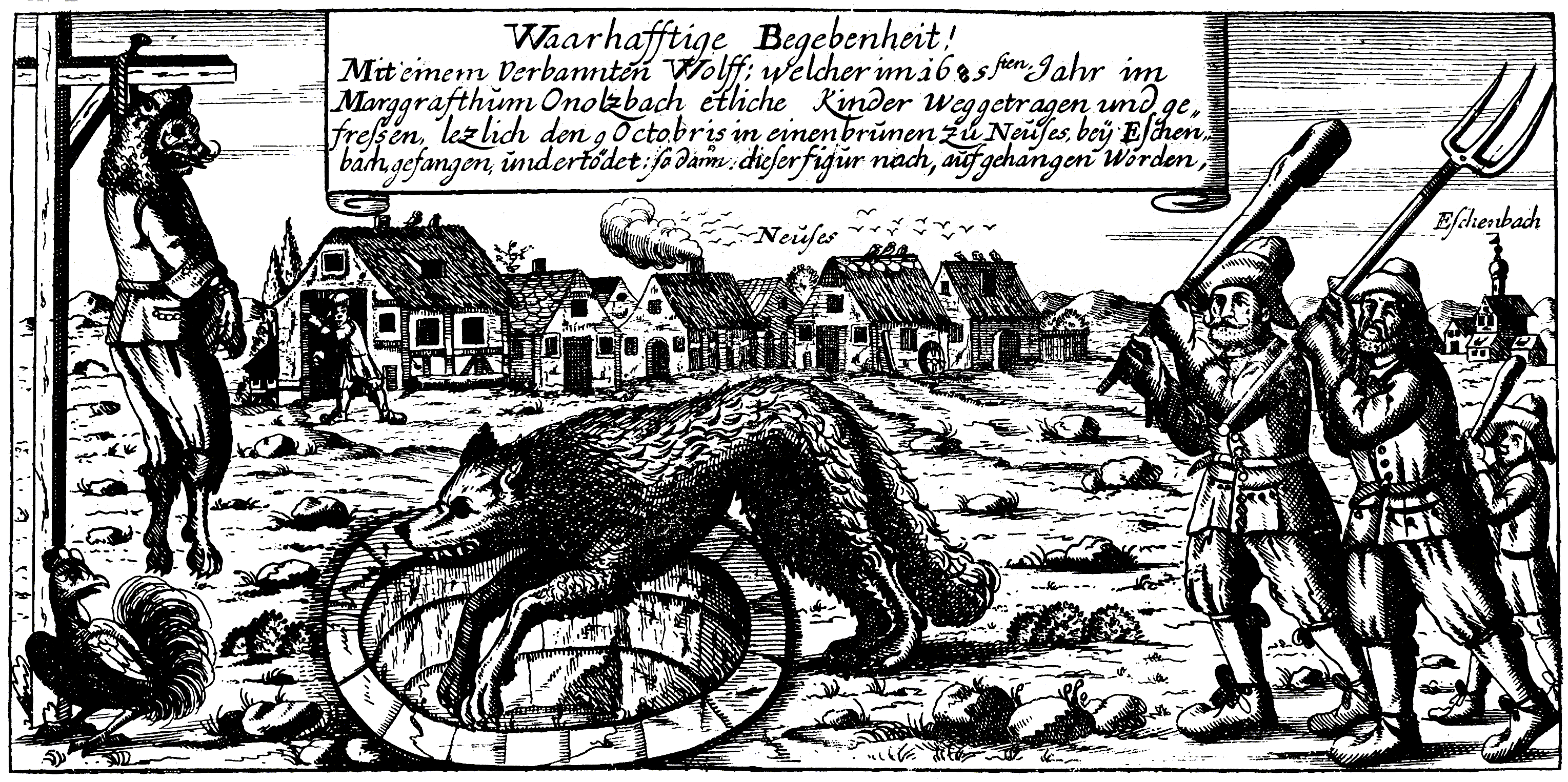
El lobo de Ansbach, perseguido hasta un pozo y exhibido en la horca disfrazado de hombre, pliego de cordel contemporáneo.

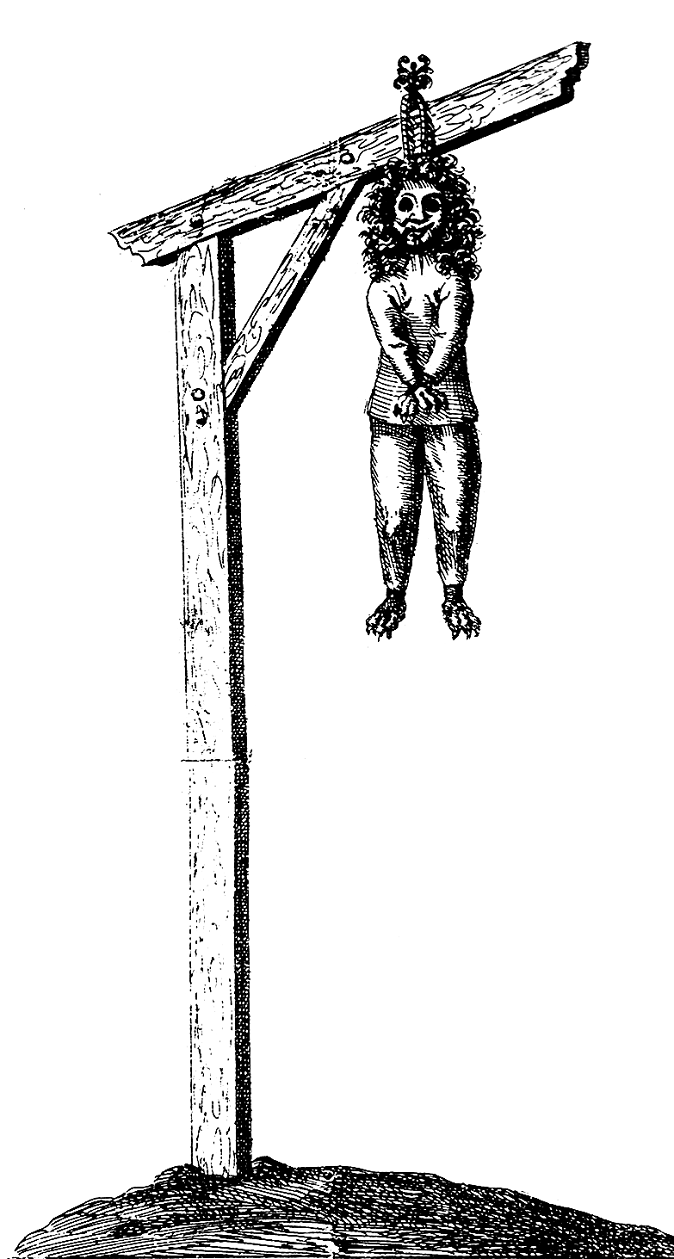
El cadáver del Lobo de Ansbach, en la horca.

El Lobo de Ansbach fue un lobo que atacó y mató a un número desconocido de personas en el Principado de Ansbach en 1685, entonces parte del Sacro Imperio Romano Germánico.

## Historia
Inicialmente una molestia que se alimentaba del ganado, el lobo pronto comenzó a atacar a los niños, matando y devorando al menos a dos o tres en pocos meses. Los ciudadanos de Ansbach creían que el animal había sido poseído por el espíritu de su difunto y cruel burgomaestre, Michael Leicht, cuya reciente muerte no había sido lamentada. Durante una cacería organizada, los lugareños lograron expulsar al lobo de un bosque cercano y lo persiguieron con perros hasta que saltó a un pozo para lobos oculto con maleza. Atrapado, el lobo fue muerto y su cadáver paseado por el mercado de la ciudad. Luego fue vestido con ropa de hombre y, después de cortarle el hocico, la multitud le colocó una máscara con bigote y una peluca en la cabeza, dándole la apariencia del antiguo burgomaestre. Luego, el cuerpo del lobo disfrazado fue colgado de una horca para que todos lo vieran. Tan extraño castigo tenía un doble propósito simbólico. Por un lado, mostrarle a Satanás que su artimaña no había funcionado y su siervo había sido descubierto y eliminado, por otro, los plebeyos, que no habían podido derrocar a su opresor mientras estuvo vivo, lo hicieron después de muerto. Luego se conservó para exhibición permanente en un museo local.
Franz Ritter von Kobell y otros escritores también escribieron poemas sobre el lobo y sus acciones.